# Albrecht Encke
Albrecht Franz Walter Encke (* 24. Juni 1935 in Remscheid; † 7. Dezember 2022 in Frankfurt am Main) war ein deutscher Chirurg und Direktor der Klinik für Allgemein- und Gefäßchirurgie der Johann Wolfgang Goethe-Universität Frankfurt am Main.

## Leben
Encke stammte aus einer Mediziner-Familie. Sein Vater war Internist, dessen Vater Psychiater, der Vater seiner Mutter und dessen Vater waren praktische Ärzte. Einer der Brüder Enckes ist Internist.
1955 legte Encke in Remscheid das Abitur ab. Sein Studium der Medizin absolvierte er in Freiburg, Tübingen, Wien und Köln. 1961 schloss er sein Studium in Köln mit der Note „sehr gut“ ab und promovierte mit der Arbeit Schädelnähte unter normalen und pathologischen Verhältnissen bei Wilhelm Tönnis.
Während eines USA-Aufenthaltes mit Ausbildung an Krankenhäusern in Plainfield und Morristown in New Jersey entschied sich Encke, nicht Internist, sondern Chirurg zu werden. Nach seiner Rückkehr nach Deutschland erhielt er ein Stipendium der Deutschen Forschungsgemeinschaft (DFG), das ihm ausgiebige Untersuchungen zum Thema Blutgerinnung unter Hanns Gotthard Lasch (1925–2009) erlaubte. Seine erste Assistenzarztstelle trat Encke bei Fritz Linder an, ebenfalls in Heidelberg. 1970 habilitierte er sich mit der Arbeit Disseminierte intravasale Gerinnung in der Chirurgie. 1971 wurde er Oberarzt am Universitätsklinikum Heidelberg. 1974 wurde er außerplanmäßiger Professor und 1979 Ordinarius für Chirurgie an der Johann Wolfgang Goethe-Universität Frankfurt am Main. Bis zu seiner Emeritierung 2002 war er dort Chefarzt für Allgemein- und Gefäßchirurgie. 1985 schlug er einen Ruf an die Heinrich-Heine-Universität Düsseldorf aus.
Albrecht Encke verstarb am 7. Dezember 2022 im Alter von 87 Jahren.

## Leistungen
Unter Enckes Leitung fand 1986 die erste Lebertransplantation in Frankfurt statt. Seine Schwerpunkte waren die Leberchirurgie, die chirurgische Onkologie und die chirurgische Gastroenterologie. Er erwarb Schwerpunktbezeichnungen in Gefäßchirurgie und Viszeralchirurgie. In der Amtsperiode 1999/2000 war er Präsident der Deutschen Gesellschaft für Chirurgie und setzte sich besonders für evidenzbasiertes Vorgehen in der Chirurgie ein. Von November 2000 bis Mai 2009 war Encke Präsident der Arbeitsgemeinschaft der Wissenschaftlichen Medizinischen Fachgesellschaften (AWMF), bis Mai 2015 gehörte er dem AWMF-Präsidium als Past Präsident an. Als AWMF-Präsident war er unter anderem Mitglied des Gesundheitsforschungsrats der Bundesregierung. Er förderte das wissenschaftlich-objektivierbare Vorgehen und das Arbeiten im Konsens. Im November 2015 wurde Encke vom Präsidium und der Delegiertenkonferenz der AWMF in Anbetracht seiner Verdienste zum Ehrenpräsidenten auf Lebenszeit ernannt.

## Ehrungen und Auszeichnungen
- 2002 erhielt Encke die Ehrenplakette in Silber der Landesärztekammer Hessen.
- 2006 wurde er für sein ehrenamtliches Engagement in der wissenschaftlichen Medizin und in der Hospizarbeit in Frankfurt/Main mit dem Bundesverdienstkreuz am Bande ausgezeichnet.
- 2010 erhielt Encke die Paracelsus-Medaille der deutschen Ärzteschaft, weil er „sich um die ärztliche Versorgung der Bevölkerung, das Gesundheitswesen, die ärztliche Selbstverwaltung und um das Gemeinwohl in der Bundesrepublik Deutschland in hervorragender Weise verdient gemacht“ habe.
- 2015 Ernennung zum Ehrenpräsidenten der AWMF
- 2022 Ehrenmedaille der AWMF

Darüber hinaus erhielt Encke die Adolf-Schmidt-Medaille des Medizinischen Fakultätentages und den Rudolph-Zenker-Preis der Deutschen Gesellschaft für Chirurgie (DGCH).